# Giuseppe Pifferi
Giuseppe Pifferi (Roma, ... – ...; fl. XX secolo) è stato un ciclista su strada italiano.

## Carriera
Passato professionista nel 1913 si distinse ottenendo buoni risultati nelle corse dell'Italia meridionale, vinse il Giro di Campania aggiudicandosi tutte e tre le frazioni in cui era suddiviso e fu ottavo alla Roma-Napoli-Roma.
Nel 1914 si piazzò undicesimo alla Milano-Sanremo, decimo al Gieo di Romagna e terzo al Roma-Napoli-Roma, tuttavia lo scoppio della prima guerra mondiale lo costrinse ad interrompere completamente la sua attività ciclistica potendo ritornare per un ultimo anno alle gare solo nel 1919 riportando un ottavo posto nella Milano-Torino e cinque vittorie di tappa nel Giro dei Tre Mari.

## Palmares
- 1911 (dilettanti)

Firenze-Roma
- 1913 (Peugeot, quattro vittorie)[1]

1ª tappa Giro di Campania (Napoli > Benevento)
2ª tappa Giro di Campania (Benevento > Potenza)
3ª tappa Giro di Campania (Potenza > Napoli)
Classifica generale Giro di Campania
- 1919 (Verdi, cinque vittorie)

3ª tappa Giro dei Tre Mari (Taranto > Potenza)
4ª tappa Giro dei Tre Mari (Potenza > Cosenza)
5ª tappa Giro dei Tre Mari (Cosenza > Reggio Calabria)
6ª tappa Giro dei Tre Mari (Reggio Calabria > Catanzaro)
10ª tappa Giro dei Tre Mari (Salerno > Napoli)

## Piazzamenti

### Classiche monumento
- Milano-Sanremo

1912: 30º
1913: 17º
1914: 11º
1919: 17º
- Giro di Lombardia

1914: 20º